# Bergmannsfigur

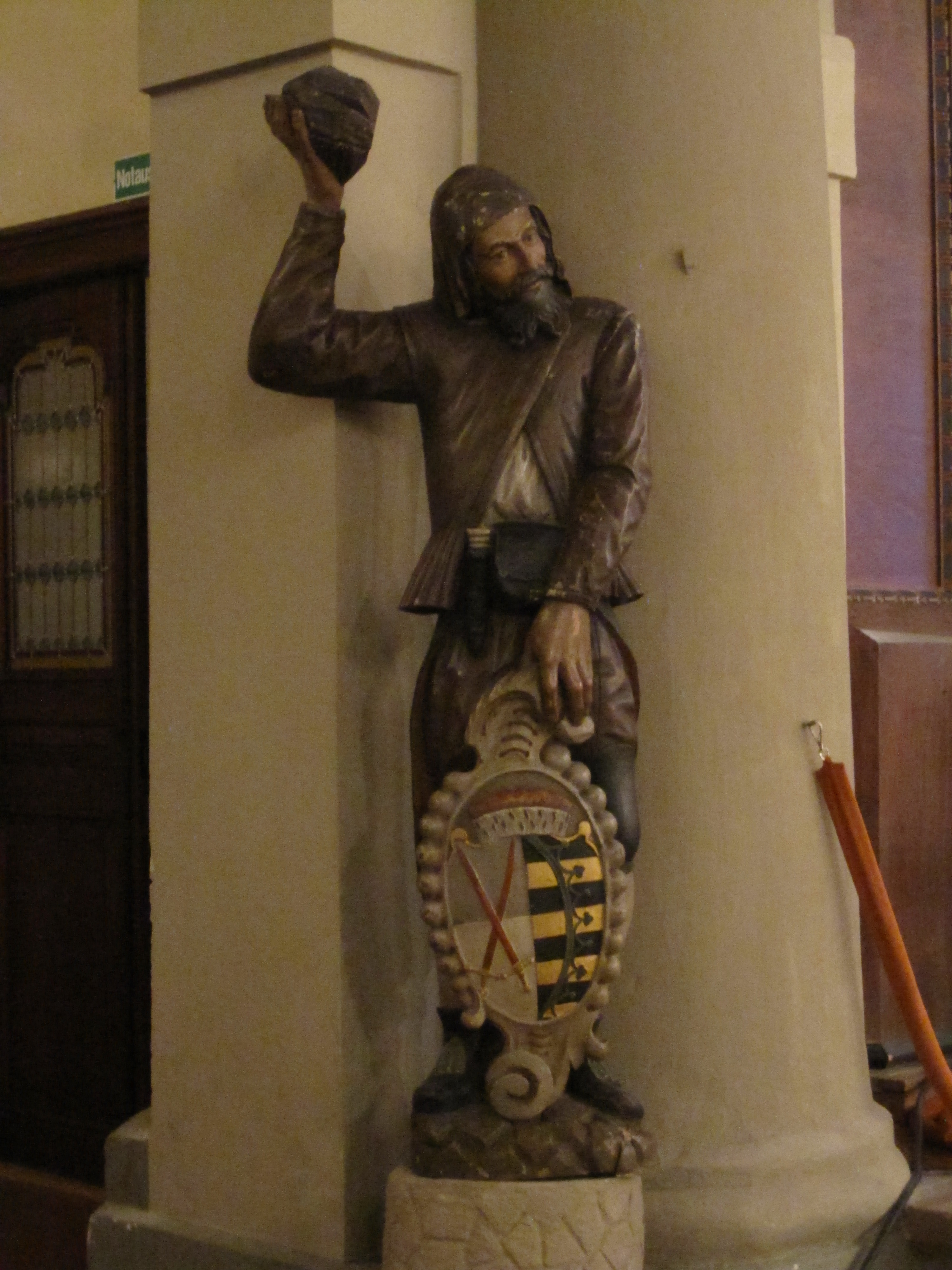
Bergmannsfigur von 1687 in St. Marien (Marienberg)

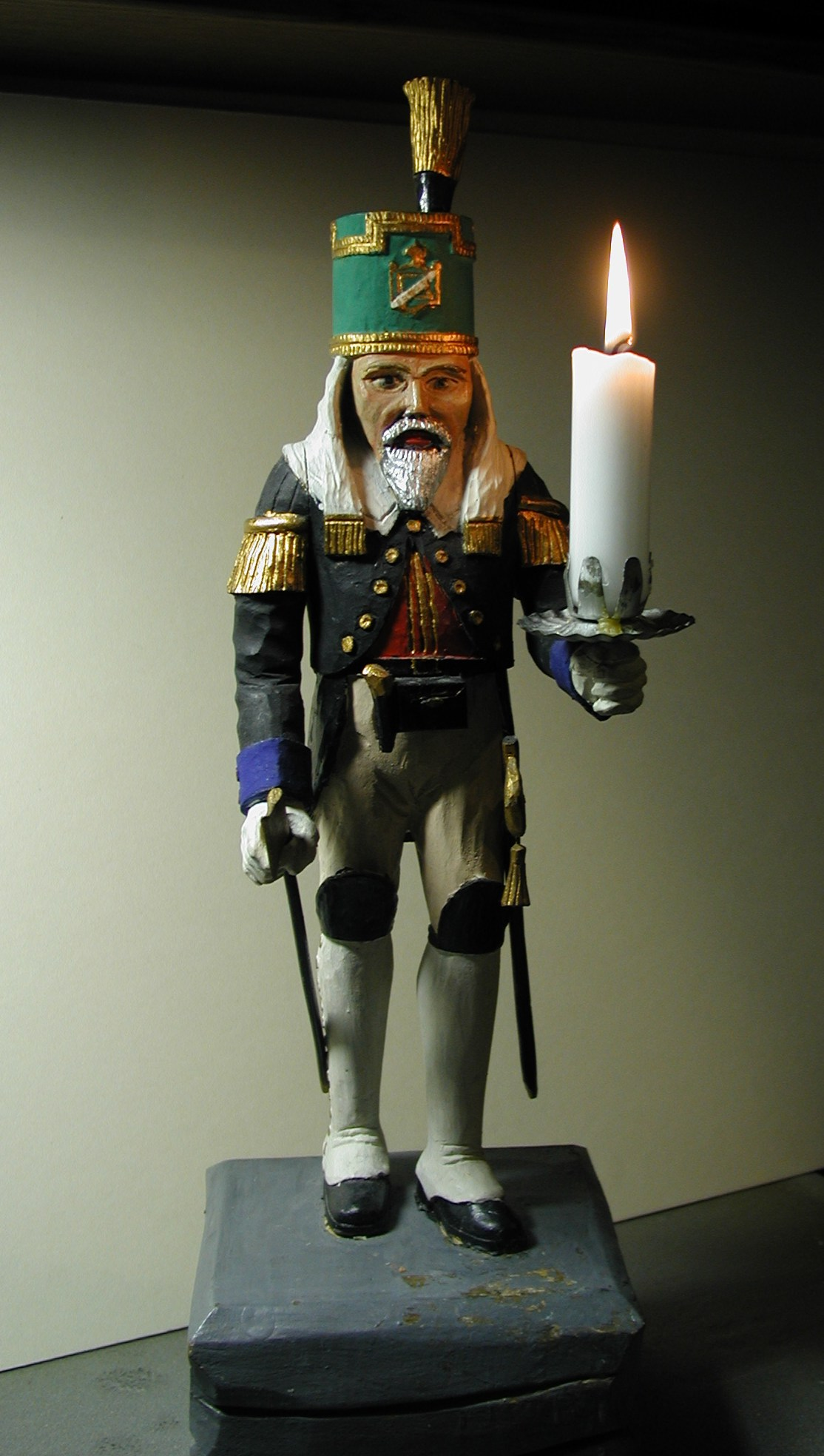
Erzgebirgische Bergmannsfigur als Lichterträger

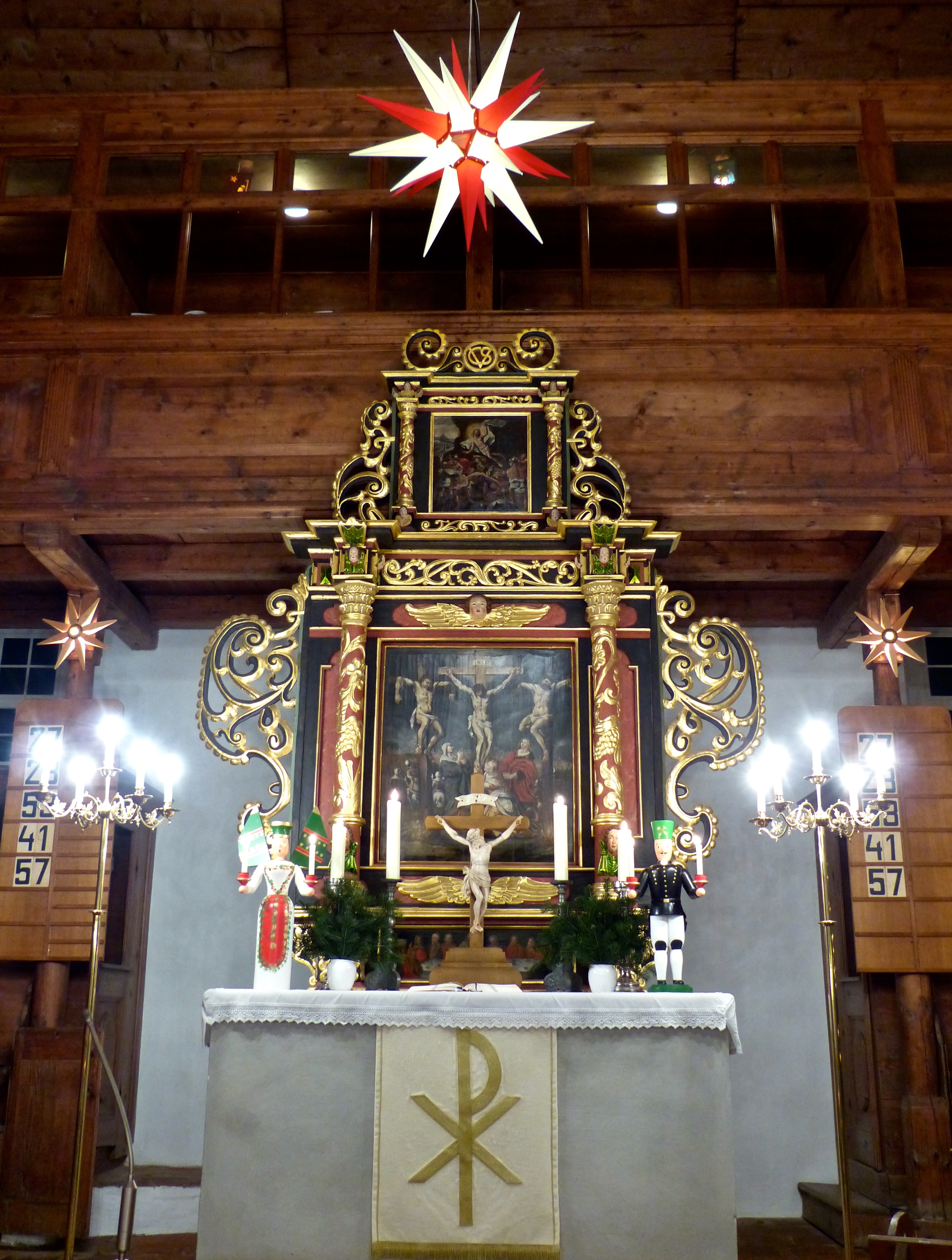
Altar mit Lichterbergmann und Lichterengel in der Exulantenkirche in Oberneuschönberg

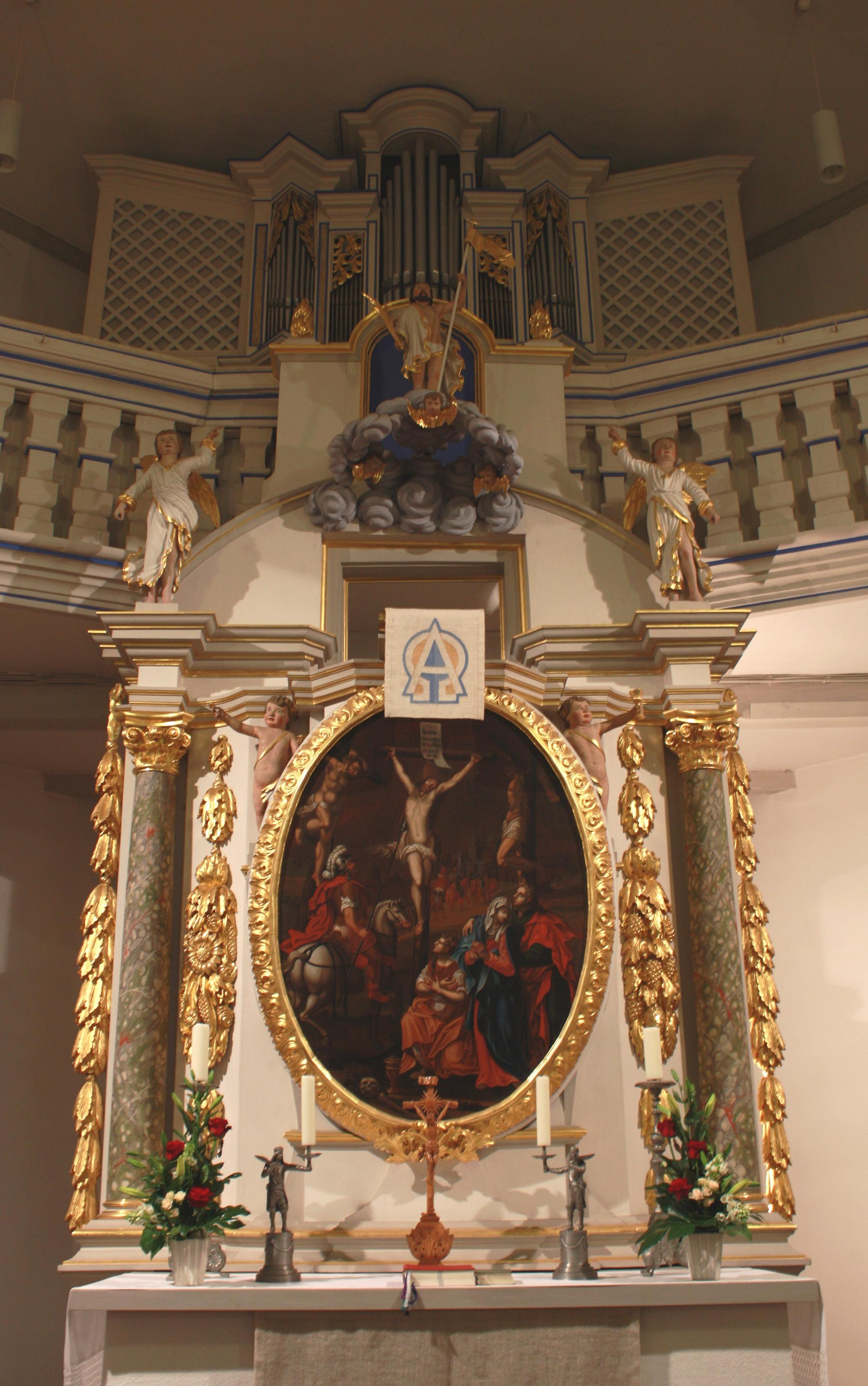
Altar der Kirche in Crandorf mit zwei zinnernen Bergmannsleuchtern

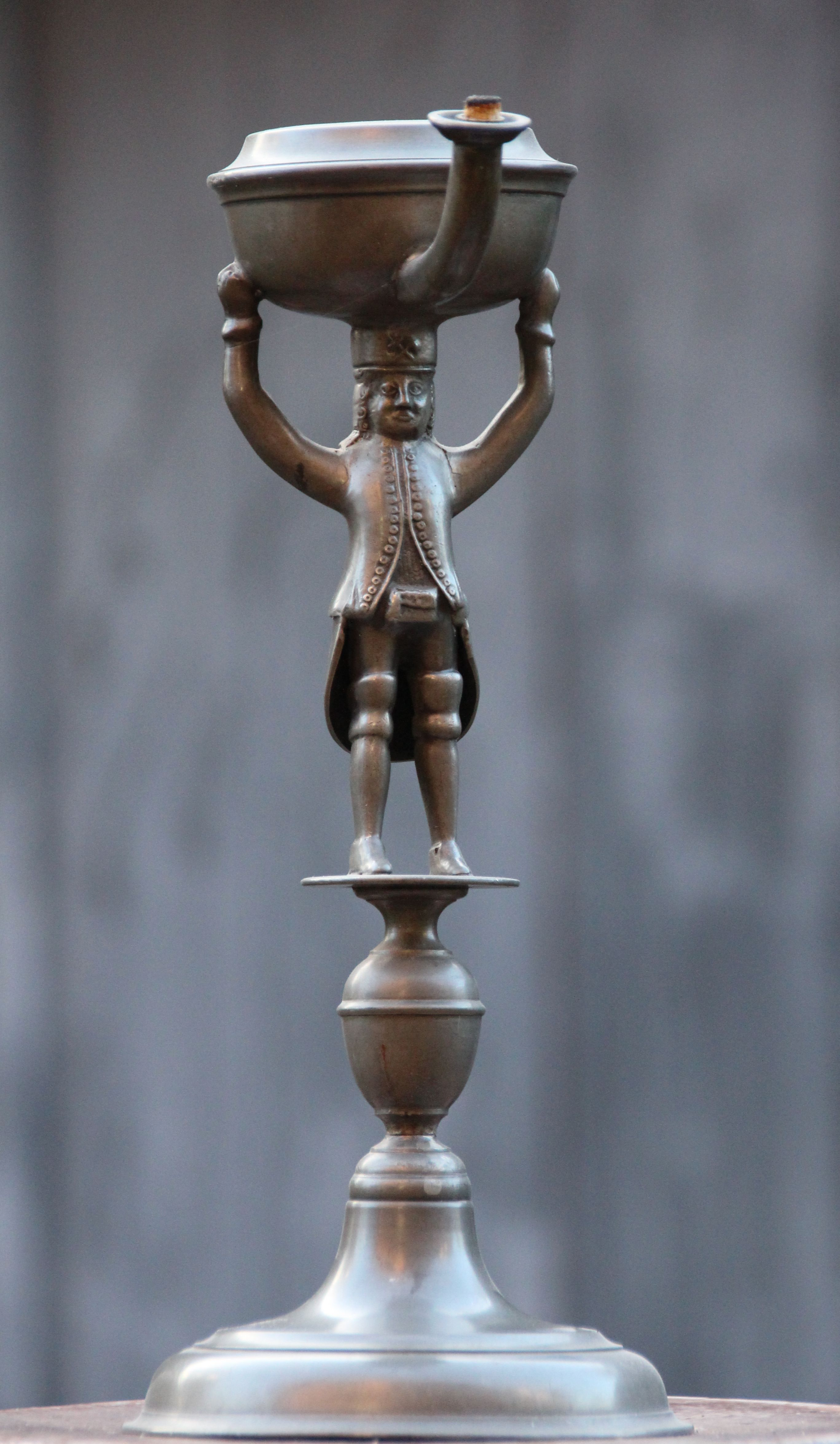
Bergmannsfigur als Zinnleuchter aus der Zeit um 1800

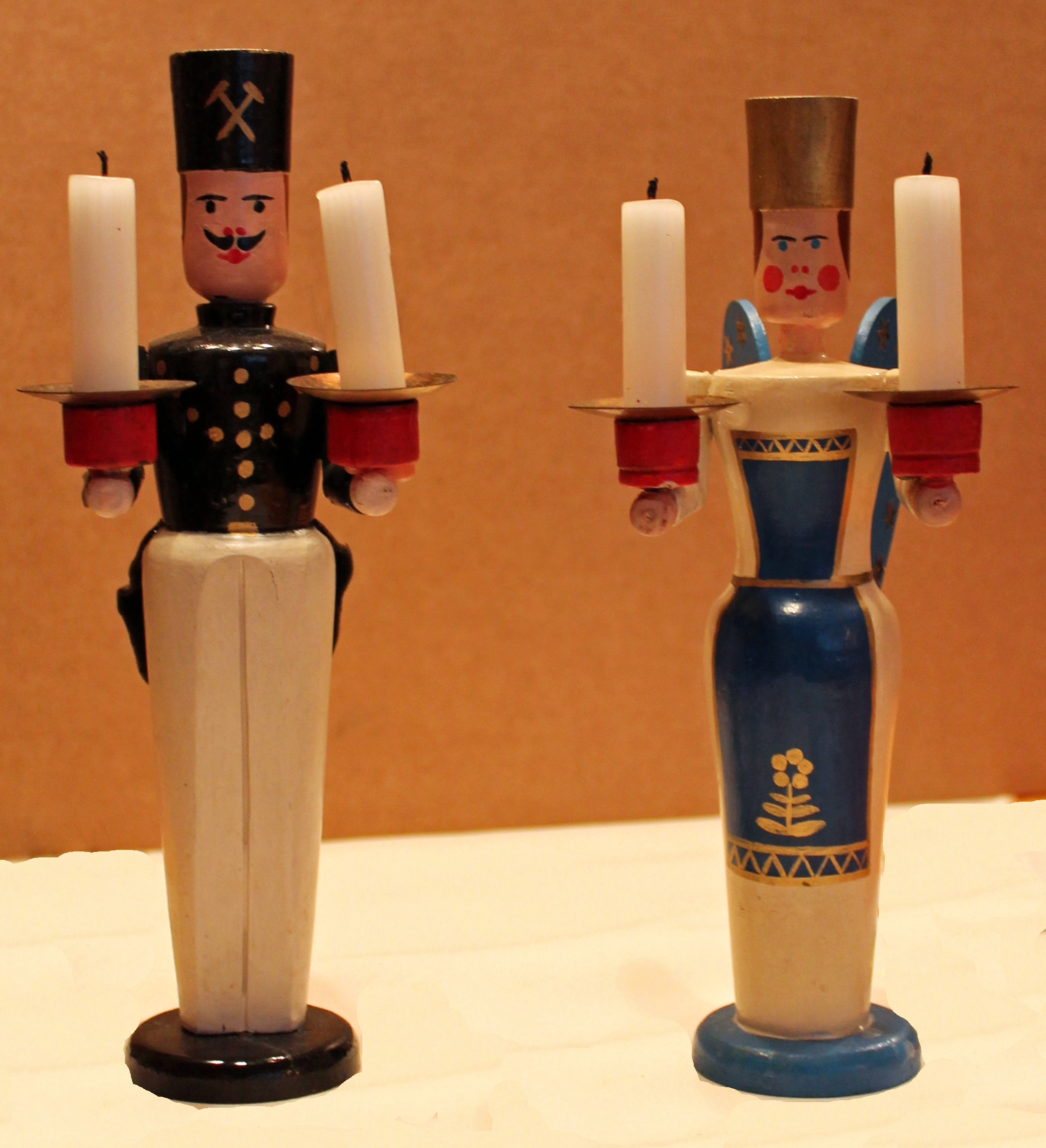
Bergmann und Engel als weihnachtliches Leuchterpaar

Eine Bergmannsfigur ist ein traditioneller Weihnachtsschmuck, der heute von der erzgebirgischen Handwerkskunst hergestellt wird. Als Bergmannsleuchter auf Altären sind sie eine regionale Besonderheit der liturgischen Leuchter, die sich nur im Erzgebirge und dessen Umland entwickelt hat.

## Geschichte

### Bergmannsfiguren in Kirchen
In den Kirchen der erzgebirgischen Bergorte waren seit dem 13. Jahrhundert Altarleuchter Bestandteil der Ausstattung. Die zumeist aus Silber oder Bronze gefertigten, oft dreifüßig gestalteten Halter, blieben auch nach der Reformation Bestandteil der nun evangelischen Kirchen.
Frühzeitig fanden zudem Bergleute und bergmännische Motive ihren Eingang in die Ausstattung der erzgebirgischen Kirchen bzw. der religiösen Rituale. So trugen im 15. Jahrhundert Freiberger Bergleute Kerzen bei Prozessionen. Das bekannteste Beispiel der Verbindung der Kirchenausstattung mit dem erzgebirgischen Bergbau stellt der 1521 geweihte Bergaltar in der Annaberger Annenkirche dar. Auch die Tulpenkanzel im Freiberger Dom zeigt einen Knappen. In der Marienberger Kirche St. Marien stehen links und rechts vom Altarraum knapp mannsgroße Bergmannsfiguren aus gefasstem Holz. Sie werden auf das Jahr 1687 datiert.
Die ursprünglichen Altarleuchter wurden während des Dreißigjährigen Krieges oftmals von marodierenden Truppen geraubt. Nach Ende des Krieges setzten sich in der zweiten Hälfte des 17. Jahrhunderts große, aus Zinn gegossene Bergmänner als Träger von Altarkerzen durch. Eine Vorbildwirkung nahm dabei die Stadtkirche in Zöblitz ein. Hier stifteten 1672 drei Gewerken der Pobershauer Grube uf der Weintraube zwei in der Saigerhütte Grünthal gefertigte Bergmannsleuchter. Dies initiierte die Verbreitung. Beispiele weiterer zinnerner Bergmannsleuchter finden sich als Ausstattung der Kirchen in:
- Bockau (gefertigt 1677[4], Stiftung des Steigers Samuel Enderlein[5]),
- Sosa (gefertigt 1678),[6]
- Schellerhau (gefertigt 1685),[7]
- Geising (gefertigt 1685),[8]
- Crandorf.

### Kunsthandwerkliche Verwendung
Kunsthandwerkliche Gestaltung fand auch in Form von Genredarstellung statt – als Kabinettstück für den Hof, Huldigungsgeschenk – kurz für Repräsentationszwecke. Aus dem gleichen Grund wurden auch Elfenbeinwerke und Porzellan-Bergmannsfiguren geschaffen. Porzellanmeister Johann Joachim Kändler (1706–1775) schuf um 1750 Bergmannsdarstellungen aus Porzellan, die noch erhalten sind. Diese Figurengruppe erinnert an das Saturnusfest 1719 bei Dresden, wo etwa 1500 Bergleute in eigens angefertigten Uniformen aufmarschierten und viel Geleucht zur Schau trugen.
Die teilweise über 60 Zentimeter hohen Leuchter in den Kirchen wirkten auf die Kirchgänger repräsentativ und wurden für den privaten Gebrauch vereinzelt seit dem Ende des 18. Jahrhunderts auch aus Holz geschnitzt oder später gedrechselt.
„So alt wies Berggeschrei ist auch die Männelmacherei“ – Volksmund
Bergmannsmotiv im erzgebirgischen Kunsthandwerk für Weihnachten
Geschnitzte Einzelfiguren, heute ein Symbol der erzgebirgischen Weihnachtskunst, haben sich wohl erst recht spät verbreitet. Mitte des 19. Jahrhunderts erscheinen erste schriftliche Erwähnungen, z. B. schreibt E. W. Richter von „hölzernen Steigern“, die am Heiligabend zur Freude der Familie aufgestellt wurden.
Es sind nur wenige Figuren aus dieser Zeit vorhanden, die als Hervorbringung von naiver Volkskunst eine recht starre Formgebung zeigen: einen klaren symmetrischen Aufbau, wenig Detailreichtum. Arme und Füße sind häufig angefügt, zum Teil auch als Modelliermasse geformt. Die Tracht wurde in Form von Knöpfen und Borten aus Pappe angesetzt.
Eine Pyramide von 1870 im Schneeberger Museum für bergmännische Volkskunst zeigt Bergleute als Lichterfiguren, die die Vertreter der verschiedenen bergmännischen Tätigkeiten darstellen.
Als gegen Ende des 19. Jahrhunderts in zahlreichen erzgebirgischen Orten Schnitzervereinigungen gegründet wurden, entstanden im gemeinschaftlichen Schaffen zahlreiche geschnitzte Bergmänner als Lichterträger. Figuren aus dieser Zeit zeigen z. T. sehr detailreich, wie die Bergleute in ihren verschiedenen Tätigkeiten und Hierarchiestufen wie Bergjunge, Berggesell – Knecht –, Häuer und Steiger gekleidet waren, wo das nötige Arbeitsgerät an der Kleidung befestigt war oder getragen wurde, und sie zeigen zumindest ausschnittsweise, wie sich das Berufs- bzw. Festhabit entwickelt hat.
Besonders das Geleucht ist für die Entwicklung des Lichterbergmanns wichtig – das Licht war unverzichtbar für die Arbeit unter Tage. Als Grubenlicht dienten erst Holzspäne, Talglichter oder Öllampen, später dann Froschlampen; ab dem 18. Jahrhundert dann die Blendlaterne (Blende), die man auch an vielen Schnitzarbeiten finden kann.

### Vom Geleucht der Bergleute bis zum heutigen Brauch, die Fenster zu beleuchten
Für die Zeit um 1710 berichten Karl-Ewald Fritzsch und Friedrich Sieber über die Bedeutung des Geleuchts. Die Bergleute lehnten es ab, dass es von den Bergwerksbesitzern gestellt werde. Sonst sei das verwendete Material ungeeignet: „kaufen die Schichtmeister alt und stinkend Unschlitt ein und ziehen am Gewicht ab“. Die Bergleute kauften das Brennmaterial für das Grubenlicht lieber selbst, obwohl 1727 die Freiberger Bergknappschaft darüber klagte, dass die Löhne seit 60 Jahren dieselbe Höhe hätten, und schon 1724 ihre Lebensbedingungen so beschrieben:
„…wir müssen zufrieden sein, wenn wir mit unserm Weib und Kindern das trockene Brot, zum höchsten ein sogenanntes Berghuhn, so nichts anders als eine Suppe aus gesottenem und mit Salz vermischtem Wasser, worein etwan ein Stück Haferbrot geschnitten, […] erübrigen können. Solchergestalt ist unsere Lebensart noch viel elender und erbarmenswürdiger als die eines Musketiers…“
Die Bergwerke hatten einen Dreischichtbetrieb. Bei einem Streit über die Arbeitszeiten im Jahr 1709 galten diese Schichtzeiten: Frühschicht 4 bis 12 Uhr, Mittagsschicht 12 bis 20 Uhr und Nachtschicht 20 bis 4 Uhr. Sonnabends war zwar arbeitsfrei, aber trotzdem mussten die Bergleute jeden Sonnabend zum Bergamtshaus gehen, um ihren Wochenlohn abzuholen.
Im Westerzgebirge lagen Bergwerke und Seifen nicht selten weit von den Wohnorten der Bergleute entfernt, so in Eibenstock, Bockau und Sosa. Sie waren daher nur nach einem stundenlangen Fußmarsch zu erreichen, der insbesondere bei schlechten Wetterverhältnissen und im Winter äußerst beschwerlich war. Daher gab es auch die Praxis, dass Bergleute die ganze Woche über in den Zechenhäusern wohnten und erst sonnabends, dem arbeitsfreien Lohntag, nach Hause gingen. Diesem trug das Arbeitszeitmodell nach der Bergordnung für Eibenstock vom 15. März 1534 Rechnung: „Steiger und Arbeiter gehen montags 9 oder 10 Uhr an die Arbeit auf den Wald. An diesem Tage arbeiten sie 4 Stunden, die andern Tage je 10 Stunden. Sonnabend früh gehen sie heim“
Christian Meltzer beschreibt 1716 die Christmette am 1. Weihnachtsfeiertag in der Stadt Schneeberg wie folgt:

„Vor der Zeit aber ist sothane Christ-Metten dergestalt celebriret worden, daß die Bergleute mit ihren brennenden Gruben-Lichtern in die Kirche gegangen, diese Lichter aber uff der Empor-Kirche brennend behalten und wohlgeschüret, gleichwie das Weibs-Volck auch ihre Lichter in ihren Stühlen gehabt […]. Die eitele und allerley Illumination liebende Jugend hat wohl ehermahls Pyramiden von lauter Lichtern auffgebauet. Welches alles dann verursachet, daß die Leute von fernen Orten und aus der Nachbarschaft diese Metten ihrer Solennität halber, besuchet haben.“

Christian Gottlob Wild beschreibt in seinen 1809 herausgebrachten Interessante Wanderungen durch das Sächsische Ober-Erzgebirge seine Eindrücke aus der Umgebung der weihnachtlichen Bergstadt Schneeberg:

„Aber der heilige Abend selbst, wie illuminirt wird er gefeiert. Zu dieser Zeit hat es mir vorzüglich in Schneeberg gefallen, wo man abends auf dem sogenannten Gebirge hinter Neustädtel und auf dem Mühlenberge fast alle Häuser an den Fenstern hell erleuchtet sieht, welches in dem Dunkel der Nacht sehr schön in die Augen fällt.“

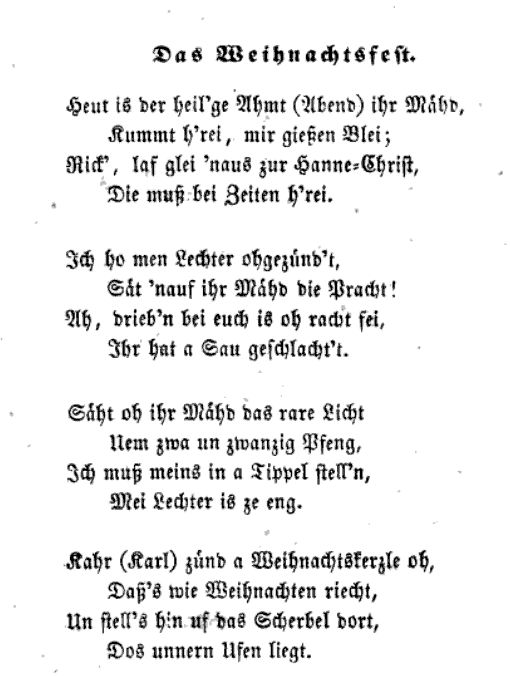
Heiligobndlied: Veröffentlichung von 1848

Diese Berichte zeigen, dass Weihnachten im Leben der Bergleute ein herausragendes Fest war. Dabei kam dem Licht eine besondere Bedeutung zu. Dies ist angesichts der Arbeit im Bergwerk bei immerwährender Dunkelheit verständlich. Die Finsternis im Schacht wurde durch das Geleucht des Bergmanns nur schwach erhellt. Die längste Zeit des Jahres kamen die Bergleute über Tage, je nach Schicht, im Dunkeln nach Hause oder mussten zur Arbeit aufbrechen, wenn es dunkel war. Die Sehnsucht nach dem Licht dürfte jedem Bergmann innegewohnt haben. Die beschriebene wirtschaftliche Lage der Bergleute aber lässt es zweifelhaft erscheinen, dass es schon im 18. und zu Beginn des 19. Jahrhunderts den Brauch gab, in der Advents- und Weihnachtszeit abends Lichter in die Fenster zu stellen. Das Material für eine Beleuchtung war unerschwinglich teuer. Wie kostbar noch in der ersten Hälfte des 19. Jahrhunderts ein Licht war, wird auch im Heiligobndlied (von Amalie von Elterlein, wahrscheinlich um 1830) deutlich, dessen dritte Strophe so lautet:

„Säht o, ihr Mahd, dos rare Licht/ Um zwa un zwanzig Pfeng,/ Ich muß meins in a Tippel stell’n,/ Mei Lechter is ze eng.“

Rares, also seltenes Licht, nur ein einziges und nur am Heiligen Abend, dies bringt diese Strophe zum Ausdruck.
Auch in der zweiten Hälfte des 19. Jahrhunderts lebte die Masse der Bewohner des Erzgebirges äußerst bescheiden. Alwin Gerisch beschreibt in Erzgebirgisches Volk – Erinnerungen seine Kindheit in Morgenröthe-Rautenkranz um 1860/75: Sehr beengte Wohnverhältnisse mit bis zu drei Familien in einem einzigen Zimmer, Doppelfenster habe es nicht gegeben,

„…bei ausdauernder Kälte waren die Fensterscheiben wochen- und monatelang mit einer dicken Eisschicht bedeckt, die Fensterflügel verquollen und fest zugefroren.“

Nicht mehr arbeitsfähige alte Menschen seien von der Gemeinde jeweils für 14 Tage in die Wohnungen von Familien eingewiesen worden und hätten so die beengten Wohnverhältnisse noch verschärft.
Es ist nicht denkbar, dass sich unter solchen von Alwin Gerisch beschriebenen Verhältnissen, die für über 90 % der Bevölkerung galten, eine von einem nennenswerten Anteil der Bevölkerung praktizierte Übung herausbilden konnte, Kerzen in die Fenster zu stellen.
Der allgemein geübte Brauch, die Fenster zu erleuchten, wird wahrscheinlich auch im Erzgebirge erst im späten 20. Jahrhundert entstanden sein, als die Schwibbögen mit elektrischer Beleuchtung auf den Markt kamen.
Auch eine Entwicklung in der Bundesrepublik in den 1960er-Jahren trug zum Entstehen der Praxis bei, die Fenster in der Weihnachtszeit besonders zu beleuchten: Nach dem Bau der Berliner Mauer im Jahr 1961 entwickelte das Kuratorium Unteilbares Deutschland die Idee, dass die Menschen in der Bundesrepublik zu Weihnachten eine brennende Kerze ins Fenster stellen sollten, um ihre Verbundenheit mit den Landsleuten in der DDR zum Ausdruck zu bringen. Fast überall wurde dies praktiziert – mit einer brennenden Kerze.
Von der Mettenfeier im 18. Jahrhundert, in die die erzgebirgischen Bergleute ihre Grubenlichter mitbrachten, bis zum heutigen Brauch vergingen über 200 Jahre. Heute ist zur Advents- und Weihnachtszeit nahezu jedes Fenster im Erzgebirge erleuchtet. Auch in vielen anderen Regionen Deutschlands ist diese Praxis verbreitet, wenngleich deutlich weniger Fenster erleuchtet werden.

### Verschiedene Formen von Lichterbergleuten
Früher waren die Figuren meist mit nur einem Licht versehen und so wohl für paarweise Aufstellung gedacht. Wobei der Steiger heutzutage auch nur ein Licht trägt, denn in die rechte Hand gehört das Berghäckchen.
Ab Ende des 18. Jahrhunderts nimmt die Zahl an symmetrischen (also beidseits Lichter tragenden) Leuchterfiguren zu, manche tragen auch einen Lichtbogen oder ein Joch mit Lichtern (auf dem Kopf).
Es gibt auch geschnitzte Figuren, die in einer Hand eine Pyramide tragen (z. B. 1890 von Wilhelm Neukirchner, Zwönitz). Die Kerzen zum Betrieb der Pyramide standen in Tüllen auf der Grundplatte.

### Engel und Bergmann als Weihnachtsfiguren
Nachdem im 19. Jahrhundert die Erfindung des preiswerten Stearins (1818) und Paraffins (1830) die Gestaltung privater weihnachtlicher Kerzenfeiern ermöglichte, setzte sich die Herstellung gedrechselter und geschnitzter Bergmannsfiguren als Träger von ein oder zwei Kerzen in größerer Stückzahl für den privaten Gebrauch durch. Erst zu dieser Zeit entwickelte sich auch die Figur des ebenfalls Lichter tragenden Engels, für die es keinen bergmännischen Hintergrund gibt. Ernst Wilhelm Richter beschreibt in seinem 1852 erschienenem Werk Beschreibung des Königreichs Sachsen weihnachtliche Stuben im Bereich Kirchberg und erwähnt:

„Ein aus Holz geschnitzter Bergmann (Steiger), oder Engel hält in einer Tülle ein derbes, buntgemaltes (Heilig-Abend-)Licht;“

Die weihnachtliche Dekoration werde zusammen mit dem Drehleuchter nach dem „3. oder Hoh-Neujahrs-Heiligabend“, also dem 6. Januar, wieder „aufgehoben“, also weggeräumt bis zum nächsten Weihnachtsfest.
Als Paar symbolisieren Bergmann und Engel duale Prinzipien wie Mann und Frau sowie den weltlichen und den geistlichen Aspekt des Lebens.